# Saint-Antonin-sur-Bayon
Saint-Antonin-sur-Bayon è un comune francese di 146 abitanti situato nel dipartimento delle Bocche del Rodano della regione della Provenza-Alpi-Costa Azzurra.

## Società

### Evoluzione demografica
Abitanti censiti